# Okręg wyborczy Bramber
Okręg wyborczy Bramber powstał w 1472 r. i wysyłał do angielskiej, a następnie brytyjskiej, Izby Gmin dwóch deputowanych. Okręg obejmował miasto Bramber w hrabstwie Sussex. Został zlikwidowany w 1832 r.

## Deputowani do brytyjskiej Izby Gmin z okręgu Bramber

### Deputowani w latach 1472-1660
- 1553: Thomas Timperley
- 1559: Robert Buxton
- 1563–1567: William Barker
- 1571: Robert Wiseman
- 1584–1586: Sampson Lennard
- 1614: John Leeds
- 1614: Henry Shelley Młodszy
- 1621–1629: Thomas Bowyer
- 1621–1622: Robert Morley
- 1628–1629: Sackville Crowe
- 1640: Edward Bishopp
- 1640: Thomas Bowyer
- 1640–1648: Arthur Onslow
- 1640–1642: Thomas Bowyer
- 1645–1653: James Temple
- 1659: John Byne
- 1659: John Fagg
- 1659–1660: James Temple

### Deputowani w latach 1660–1832
- 1660–1662: John Byne
- 1660–1661: Edward Eversfield
- 1661–1679: Percy Goring
- 1662–1679: Cecil Bishopp
- 1679–1685: Henry Goring
- 1679–1679: Nicholas Eversfield
- 1679–1681: Henry Sydney
- 1681–1685: Percy Goring
- 1685–1689: Thomas Bludworth
- 1685–1689: William Bridgeman
- 1689–1690: John Alford
- 1689–1690: Charles Goring
- 1690–1698: Nicholas Barbon
- 1690–1695: John Radcliffe
- 1695–1698: William Stringer
- 1698–1699: Henry Furnese
- 1698–1701: William Westbrooke
- 1699–1699: John Courthope
- 1699–1701: John Asgill
- 1701–1701: Thomas Stringer
- 1701–1702: Thomas Owen
- 1701–1703: Francis Seymour-Conway
- 1702–1707: John Asgill
- 1703–1704: John Middleton
- 1704–1705: Samuel Vanacker Sambrooke
- 1705–1709: Thomas Windsor, 1. wicehrabia Windsor
- 1707–1709: William Shippen
- 1709–1710: William Hale
- 1709–1710: Cleave More
- 1710–1710: Thomas Windsor, 1. wicehrabia Windsor
- 1710–1715: Andrews Windsor
- 1710–1713: William Shippen
- 1713–1715: Francis Hawley, 2. baron Hawley
- 1715–1728: Richard Gough
- 1715–1715: Thomas Style
- 1715–1722: Edward Minshull
- 1722–1723: William Charles van Huls
- 1723–1727: David Polhill
- 1727–1734: Joseph Danvers
- 1728–1728: John Gumley
- 1728–1734: James Hoste
- 1734–1741: Harry Gough
- 1734–1751: Harry Gough Starszy
- 1741–1747: Thomas Archer
- 1747–1754: Joseph Damer
- 1751–1754: Henry Pelham, wigowie
- 1754–1761: George Cholmondeley, wicehrabia Malpas
- 1754–1761: Nathaniel Newnham
- 1761–1761: Andrew Archer
- 1761–1762: William Fitzherbert
- 1761–1769: Edward Turnour, 1. hrabia Winterton
- 1762–1768: George Venables-Vernon
- 1768–1769: Charles Lowndes
- 1769–1782: Thomas Thoroton
- 1769–1774: Charles Ambler
- 1774–1796: Henry Gough
- 1782–1784: Henry Fitzroy Stanhope
- 1784–1788: Daniel Pulteney
- 1788–1790: Robert Hobart, torysi
- 1790–1796: Thomas Coxhead
- 1796–1800: Charles Rouse-Boughton
- 1796–1802: James Adams
- 1800–1802: John Henry Newbolt
- 1802–1804: George Manners-Sutton
- 1802–1812: Henry Jodrell
- 1804–1806: Richard Norman
- 1806–1832: John Irving
- 1812–1825: William Wilberforce
- 1825–1826: Arthur Gough-Calthorpe
- 1826–1831: Frederick Gough-Calthorpe
- 1831–1832: William Stratford Dugdale